# Filmjahr 1967
Liste der Filmjahre

◄◄ | ◄ | 1963 | 1964 | 1965 | 1966 | Filmjahr 1967 | 1968 | 1969 | 1970 | 1971 | ► | ►►

Weitere Ereignisse

## Ereignisse
- 5. Februar: Vicco von Bülow führt durch die erste Folge der ARD-Fernsehserie Cartoon, in der er auch als Loriot zeichnerisch Beiträge einbringt.
- 18. Oktober: Premiere von Das Dschungelbuch. Das Dschungelbuch wird das erfolgreichste Film des Jahres 1967. Diese Disney-Produktion erweist sich in den Folgejahrzehnten als der Film mit den meisten Zuschauern in Deutschland.
- Uraufführungen von Bonnie und Clyde und Die Reifeprüfung. Beide Filme werden als Keimzellen des Begriffs New Hollywood angesehen, der sich später etablierte.
- Der Film The Trip trifft den Zeitgeist der 1960er und wird ein großer Erfolg in den Kinos.
- 1. Dezember: Kinostart des Films Tanz der Vampire in der Bundesrepublik Deutschland.
- Der Prototyp des IMAX Kino-Systems wird auf der EXPO 1967 in Montreal, Kanada ausgestellt.
- United Artists wird von den dessen Manager Arthur Krim und Robert Benjamin an das Unternehmen Transamerica Corporation verkauft.
- Die Hochschule für Fernsehen und Film München nimmt im Wintersemester ihren Lehrbetrieb auf.
- Die Sieger der BRAVO Otto Leserwahl 1967:
  - Kategorie – männlicher Filmstar: Gold Pierre Brice, Silber Horst Buchholz, Bronze Sean Connery
  - Kategorie – weiblicher Filmstar: Gold Marie Versini, Silber Liselotte Pulver, Bronze Uschi Glas
- Die erfolgreichsten westdeutschen Filmproduktionen und Koproduktionen 1967:
  - Helga – Vom Werden des menschlichen Lebens (Goldene Leinwand)
  - Die Wirtin von der Lahn (Goldene Leinwand)
  - Die blaue Hand
  - Jungfrau aus zweiter Hand
  - Kommissar X – Drei grüne Hunde
  - Liebesnächte in der Taiga
  - Mädchen, Mädchen
  - Der Mönch mit der Peitsche
  - Der Mörderclub von Brooklyn
  - Tätowierung
  - Unbezähmbare Angélique
  - Wenn Ludwig ins Manöver zieht
  - Wilder Reiter GmbH

## Erfolgreichste Filme

### Top 10 in Deutschland
Die zehn erfolgreichsten Filme an den deutschen Kinokassen nach Besucherzahlen (Stand: 25. November 2018):
| Platz | Filmtitel                                  | Besucher  |
| ----- | ------------------------------------------ | --------- |
| 1.    | James Bond 007 – Man lebt nur zweimal      | 9.000.000 |
| 2.    | Helga – Vom Werden des menschlichen Lebens | 5.000.000 |
| 3.    | Drei Bruchpiloten in Paris                 | 3.800.000 |
| 4.    | Unbezähmbare Angélique                     | 2.700.000 |
| 5.    | Blow Up                                    | 2.250.000 |
| 6.    | Erotik am Abgrund                          | 2.000.000 |
| 7.    | Django – Sein Gesangbuch war der Colt      | 2.000.000 |
| 8.    | Django, der Rächer                         | 2.000.000 |
| 9.    | Wilder Reiter GmbH                         | 2.000.000 |
| 10.   | Kommissar X – Drei grüne Hunde             | 1.800.000 |

### Top 10 in den USA
Die zehn erfolgreichsten Filme an den US-amerikanischen Kinokassen nach Einspielergebnis.
| Platz | Filmtitel                    | Einspielergebnis in US-Dollar |
| ----- | ---------------------------- | ----------------------------- |
| 1.    | The Graduate                 | 43.100.000                    |
| 2.    | Guess Who's Coming to Dinner | 25.500.000                    |
| 3.    | Bonnie and Clyde             | 22.000.000                    |
| 4.    | The Dirty Dozen              | 20.100.000                    |
| 5.    | Valley of the Dolls          | 20.000.000                    |
| 6.    | To Sir, with Love            | 19.100.000                    |
| 7.    | You Only Live Twice          | 18.000.000                    |
| 8.    | Thoroughly Modern Millie     | 14.700.000                    |
| 9.    | The Jungle Book              | 13.000.000                    |
| 10.   | Camelot                      | 12.300.000                    |

### Erfolgreichste Filme in Asien
| Land        | Filmtitel              | Einspielergebnis (umgerechnet in $) |             |
| ----------- | ---------------------- | ----------------------------------- | ----------- |
| Sowjetunion | Entführung im Kaukasus | 21.260.000                          | [ 3 ] [ 4 ] |
| Indien      | Hamraaz                | 6.000.000                           | [ 5 ]       |

## Filmpreise

### Golden Globe Award
Am 15. Februar findet im Coconut Grove die Golden-Globe-Verleihung statt.
- Bestes Drama: Ein Mann zu jeder Jahreszeit von Fred Zinnemann
- Bestes Musical/Komödie: Die Russen kommen! Die Russen kommen! von Norman Jewison
- Bester Schauspieler (Drama): Paul Scofield in Ein Mann zu jeder Jahreszeit
- Beste Schauspielerin (Drama): Anouk Aimée in Ein Mann und eine Frau
- Bester Schauspieler (Musical/Komödie): Alan Arkin in Die Russen kommen! Die Russen kommen!
- Beste Schauspielerin (Musical/Komödie): Lynn Redgrave in Georgy Girl
- Bester Nebendarsteller: Richard Attenborough in Kanonenboot am Yangtse-Kiang
- Beste Nebendarstellerin: Jocelyne LaGarde in Hawaii
- Bester Regisseur: Fred Zinnemann für Ein Mann zu jeder Jahreszeit
- Beste Musik: Elmer Bernstein für Hawaii
- Cecil B. DeMille Award: Charlton Heston

### Academy Awards
Die Oscarverleihung findet am 10. April im Santa Monica Civic Auditorium statt. Moderator ist Bob Hope.
- Bester Film: Ein Mann zu jeder Jahreszeit von Fred Zinnemann
- Bester Hauptdarsteller: Paul Scofield in Ein Mann zu jeder Jahreszeit
- Beste Hauptdarstellerin: Elizabeth Taylor in Wer hat Angst vor Virginia Woolf?
- Bester Regisseur: Fred Zinnemann für Ein Mann zu jeder Jahreszeit
- Bester Nebendarsteller: Walter Matthau in Der Glückspilz
- Beste Nebendarstellerin: Sandy Dennis in Wer hat Angst vor Virginia Woolf?
- Beste Musik und bester Song: jeweils John Barry für Frei geboren
- Bester fremdsprachiger Film: Ein Mann und eine Frau von Claude Lelouch
- Irving G. Thalberg Memorial Award: Robert Wise

Vollständige Liste der Preisträger

### Internationale Filmfestspiele von Cannes 1967
Das Festival beginnt am 27. April und endet am 12. Mai. Die Jury wählt folgende Preisträger aus:
- Goldene Palme: Blow Up von Michelangelo Antonioni
- Bester Schauspieler: Oded Kotler in Shlosha Yamim Veyeled
- Beste Schauspielerin: Pia Degermark in Das Ende einer großen Liebe
- Bester Regisseur: der Ungar Ferenc Kósa für Zehntausend Sonnen (Tízezer nap)

### Internationale Filmfestspiele Berlin 1967
Das Festival beginnt am 23. Juni und endet am 4. Juli. Die Jury vergibt folgende Preise:
- Goldener Bär: Der Start von Jerzy Skolimowski
- Bester Schauspieler: Michel Simon in Le vieil homme et l'enfant von Claude Berri
- Beste Schauspielerin: Edith Evans in Flüsternde Wände
- Bester Regisseur: Zivojin Pavlovic für Budjenje pacova

### Filmfestspiele von Venedig
Das Festival beginnt am 26. August und endet am 8. September. Die Jury wählt unter Präsident Alberto Moravia folgende Preisträger aus:
- Goldener Löwe: Belle de jour – Schöne des Tages von Luis Buñuel
- Bester Schauspieler: Ljubiša Samardžić in Jutro
- Beste Schauspielerin: Shirley Knight in Dutchman

### Deutscher Filmpreis
- Bester Film: Abschied von gestern
- Beste Regie: Alexander Kluge für Abschied von gestern
- Beste Hauptdarstellerin: Alexandra Kluge für Abschied von gestern
- Bester Hauptdarsteller: Hans-Dieter Schwarze für Alle Jahre wieder
- Beste Nebendarstellerin: Ulla Jacobsson für Alle Jahre wieder
- Bester Nebendarsteller: Günter Mack für Abschied von gestern

### British Film Academy Award
- Bester Film: Wer hat Angst vor Virginia Woolf? von Mike Nichols
- Bester britischer Darsteller: Richard Burton für Der Spion, der aus der Kälte kam
- Bester ausländischer Darsteller: Rod Steiger für Der Pfandleiher
- Beste britische Darstellerin: Elizabeth Taylor für Wer hat Angst vor Virginia Woolf?
- Beste ausländische Darstellerin: Jeanne Moreau für Viva Maria!

### Étoile de Cristal
- Bester Film: Grüne Herzen von Édouard Luntz
- Bester Darsteller: Michel Piccoli in Die Beute
- Beste Darstellerin: Delphine Seyrig in La Musica
- Bester ausländischer Film: Protest von Karel Reisz
- Bester ausländischer Darsteller: Tom Courtenay in Geliebter Spinner
- Beste ausländische Darstellerin: Bibi Andersson in Syskonbädd 1782 (Geschwisterbett)

### New York Film Critics Circle Award
- Bester Film: In der Hitze der Nacht von Norman Jewison
- Beste Regie: Mike Nichols für Die Reifeprüfung
- Bester Hauptdarsteller: Rod Steiger in In der Hitze der Nacht
- Beste Hauptdarstellerin: Edith Evans in Flüsternde Wände
- Bester ausländischer Film: Der Krieg ist vorbei von Alain Resnais

### National Board of Review
- Bester Film: Die Herrin von Thornhill von John Schlesinger
- Beste Regie: Richard Brooks für Kaltblütig
- Bester Hauptdarsteller: Peter Finch in Die Herrin von Thornhill
- Beste Hauptdarstellerin: Edith Evans in Flüsterne Wände
- Bester Nebendarsteller: Paul Ford in Die Stunde der Komödianten
- Beste Nebendarstellerin: Marjorie Rhodes in Honigmond 67
- Bester fremdsprachiger Film: Mord im Fahrpreis inbegriffen von Costa-Gavras

### Laurel Award
- Bestes Action-Drama: Die gefürchteten Vier von Richard Brooks
  - Beste Action-Darstellung: Lee Marvin in Die gefürchteten Vier
- Bestes Drama: Wer hat Angst vor Virginia Woolf? von Mike Nichols
  - Bester dramatischer Darsteller: Richard Burton in Wer hat Angst vor Virginia Woolf?
  - Beste dramatische Darstellerin: Elizabeth Taylor in Wer hat Angst vor Virginia Woolf?
- Beste Komödie: Modern Millie – Reicher Mann gesucht von George Roy Hill
  - Bester komödiantischer Darsteller: Dick Van Dyke in Robinson Crusoe, der Amazonenhäuptling
  - Beste komödiantische Darstellerin: Julie Andrews in Modern Millie – Reicher Mann gesucht

### Weitere Filmpreise und Auszeichnungen
- Bodil: Hunger von Henning Carlsen
- David di Donatello: Der Widerspenstigen Zähmung, Il tigre (Bester italienischer Film) und Doktor Schiwago (Bester ausländischer Film)
- Deutscher Kritikerpreis: Johannes Schaaf
- Directors Guild of America Award: Fred Zinnemann für Ein Mann zu jeder Jahreszeit
- Ernst-Lubitsch-Preis: Martin Held für Fast ein Held
- Guldbagge: Persona von Ingmar Bergman
- Louis-Delluc-Preis: Benjamin – Aus dem Tagebuch einer männlichen Jungfrau von Michel Deville
- Nastro d’Argento: Schlacht um Algier von Gillo Pontecorvo und Ein Mann und eine Frau von Claude Lelouch
- National Society of Film Critics Award: Blow Up von Michelangelo Antonioni
- Photoplay Award: Das dreckige Dutzend von Robert Aldrich (Bester Film), Paul Newman (populärster männlicher Star), Barbara Stanwyck (populärster weiblicher Star)
- Festival Internacional de Cine de Donostia-San Sebastián: Zwei auf gleichem Weg von Stanley Donen (Goldene Muschel)
- Writers Guild of America Award: Wer hat Angst vor Virginia Woolf? (Bestes Drama), Die Russen kommen! Die Russen kommen! (Beste Komödie)

## Geburtstage

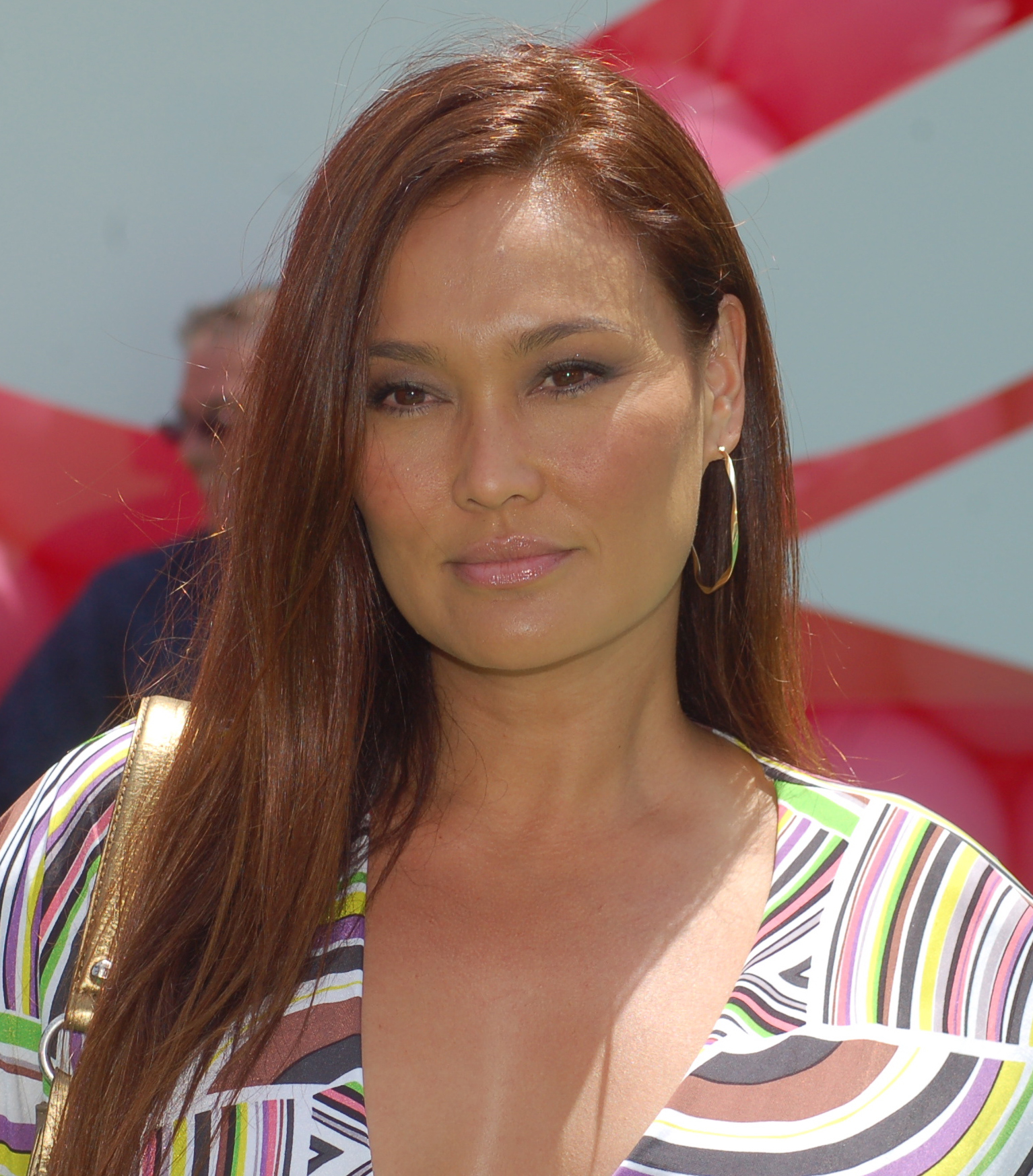
Tia Carrere (* 2. Januar)

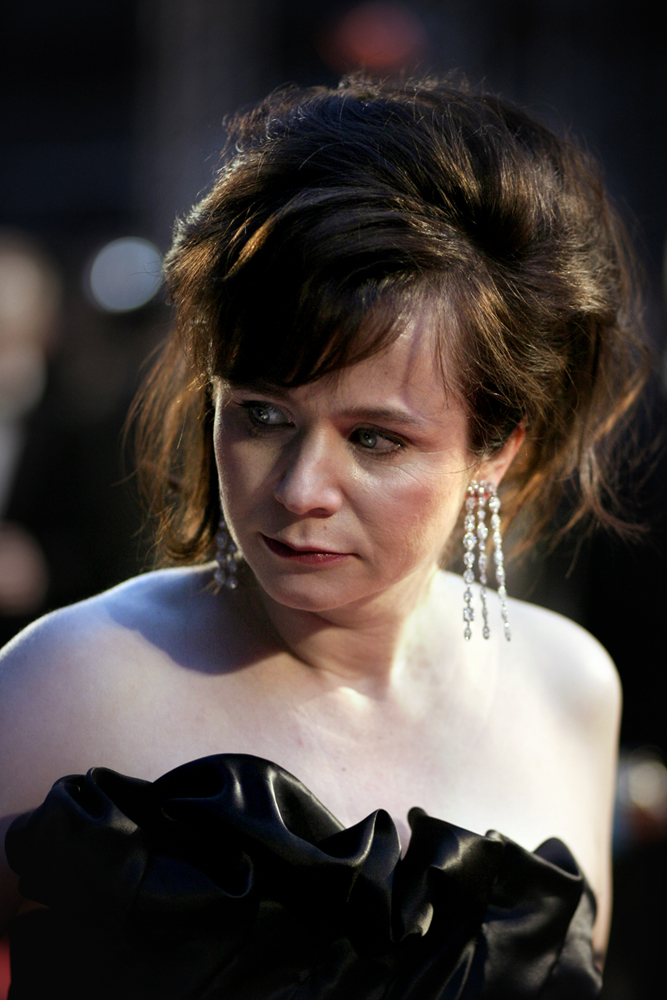
Emily Watson (* 14. Januar)

### Januar bis März
- 02. Januar: Tia Carrere, US-amerikanische Schauspielerin
- 05. Januar: Joe Flanigan, US-amerikanischer Schauspieler
- 10. Januar: Trini Alvarado, US-amerikanische Schauspielerin
- 12. Januar: Blanchard Ryan, US-amerikanische Schauspielerin
- 14. Januar: Emily Watson, britische Schauspielerin
- 19. Januar: Javier Cámara, spanischer Schauspieler
- 19. Januar: Christine Tucci, US-amerikanische Schauspielerin
- 20. Januar: Stacey Dash, US-amerikanische Schauspielerin
- 22. Januar: Jenny Jürgens, deutsche Schauspielerin und Sängerin österreichischer Herkunft
- 24. Januar: Phil LaMarr, US-amerikanischer Schauspieler
- 30. Januar: Juergen Maurer, österreichischer Schauspieler
- 31. Januar: Joey Wong, taiwanische Schauspielerin

Februar
- 05. Februar: Chris Parnell, US-amerikanischer Schauspieler
- 10. Februar: Laura Dern, US-amerikanische Schauspielerin
- 10. Februar: Vince Gilligan, US-amerikanischer Drehbuchautor
- 18. Februar: Laurent Tirard, französischer Drehbuchautor und Filmregisseur († 2024)
- 19. Februar: Benicio Del Toro, puerto-ricanisch-amerikanischer Schauspieler
- 20. Februar: Lili Taylor, US-amerikanische Schauspielerin

März
- 01. März: George Eads, US-amerikanischer Schauspieler
- 09. März: Nikolas Vogel, österreichischer Schauspieler und Kameramann († 1991)
- 16. März: Lauren Graham, US-amerikanische Schauspielerin
- 20. März: Xavier Beauvois, französischer Schauspieler, Regisseur und Drehbuchautor
- 20. März: Andreas Lust, österreichischer Schauspieler
- 27. März: Talisa Soto, US-amerikanische Schauspielerin

### April bis Juni

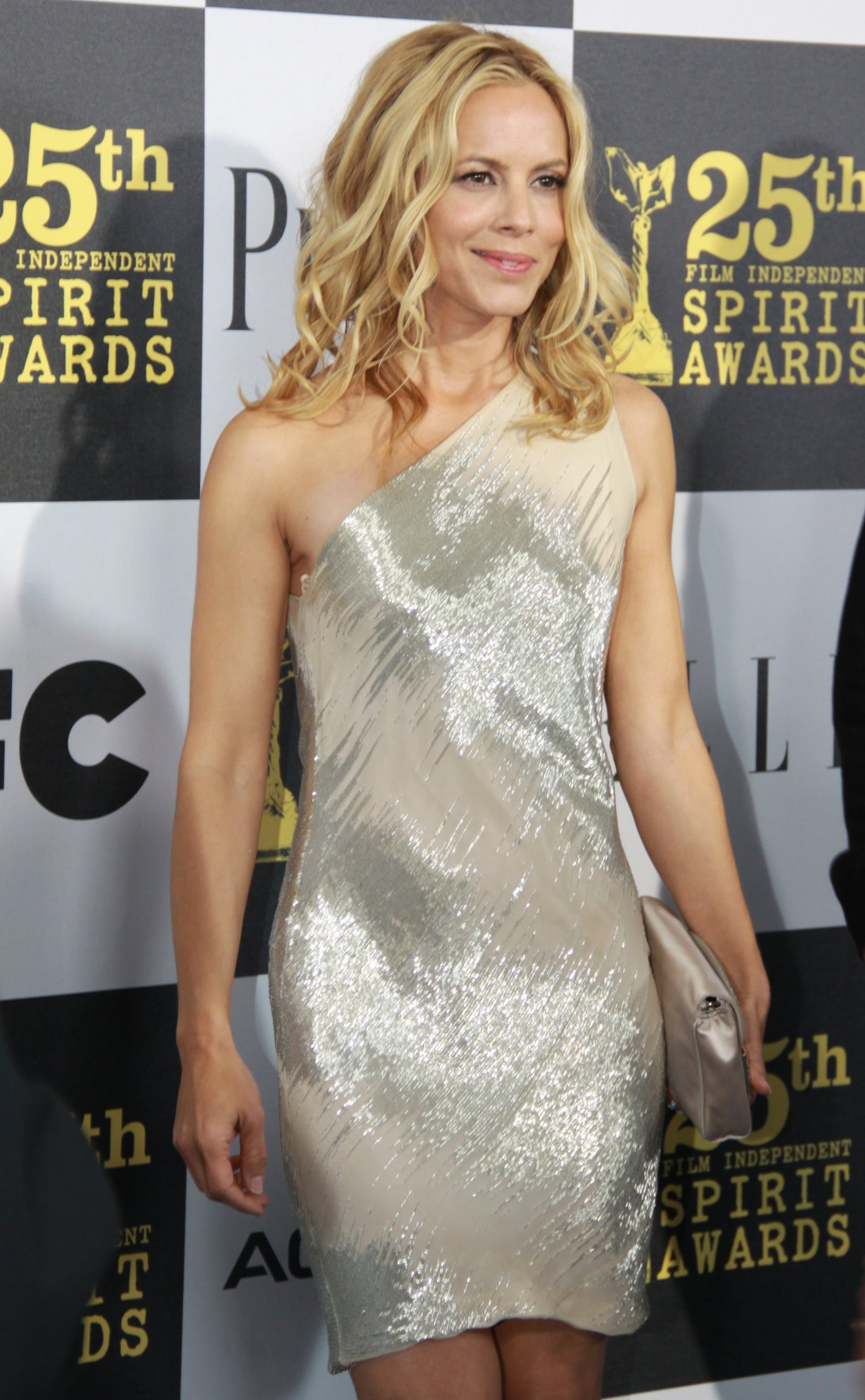
Maria Bello (* 18. April)

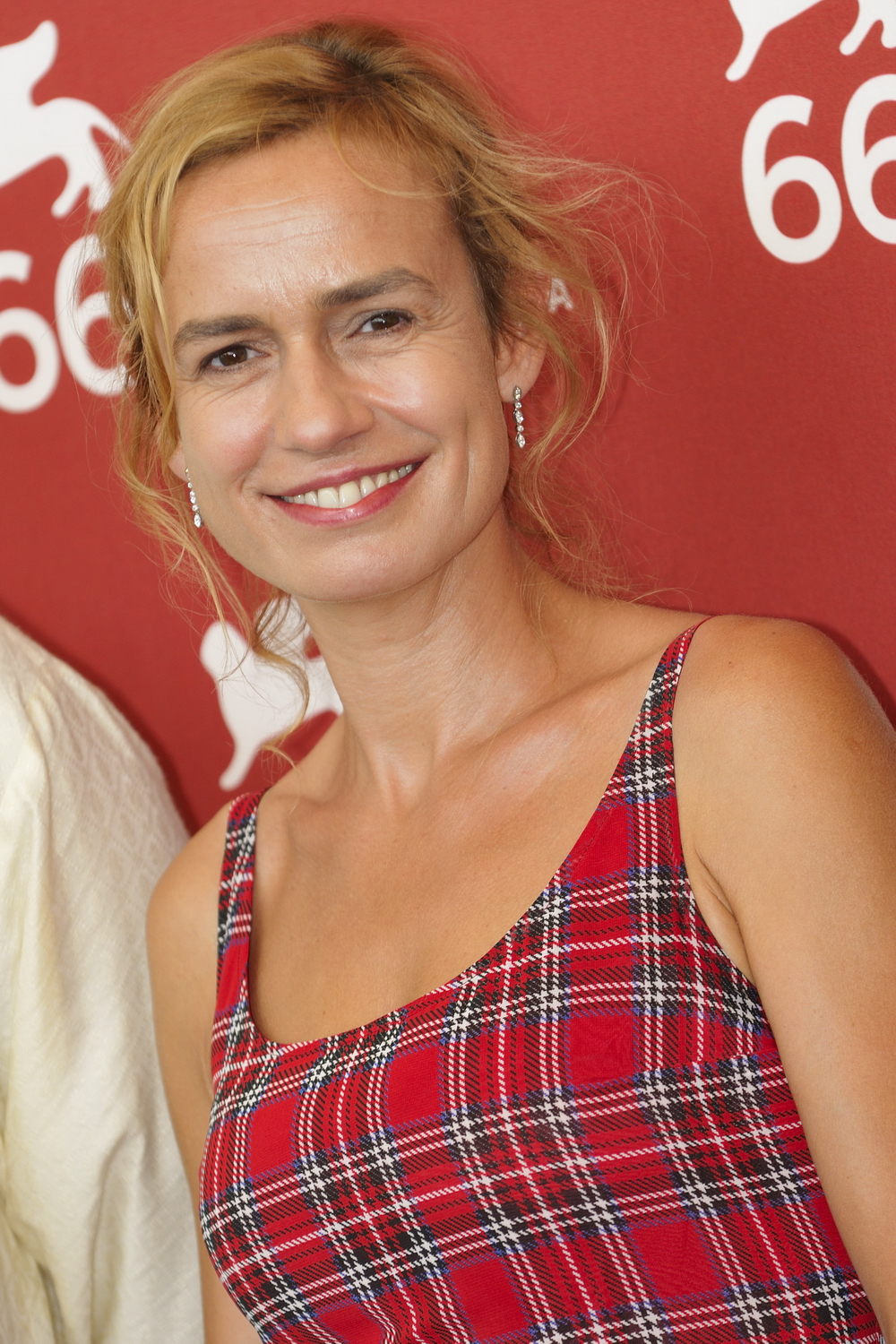
Sandrine Bonnaire (* 31. Mai)

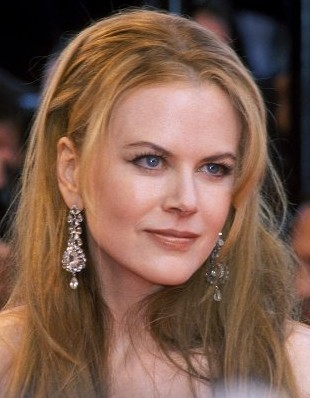
Nicole Kidman (* 20. Juni)

- 02. April: Renée Estevez, US-amerikanische Schauspielerin
- 04. April: Xenia Seeberg, deutsche Schauspielerin
- 06. April: Jonathan Firth, britischer Schauspieler
- 09. April: Christian Pogats, österreichischer Schauspieler († 2010)
- 14. April: Jaimz Woolvett, kanadischer Schauspieler
- 17. April: Kimberly Elise, US-amerikanische Schauspielerin
- 18. April: Maria Bello, US-amerikanische Schauspielerin
- 22. April: Sheryl Lee, US-amerikanische Schauspielerin
- 22. April: Sherri Shepherd, US-amerikanische Schauspielerin, Komikerin und Moderatorin
- 23. April: Melina Kanakaredes, US-amerikanische Schauspielerin
- 26. April: Sascha Draeger, deutscher Schauspieler und Synchronsprecher

Mai
- 06. Mai: Joosten Mindrup, deutscher Schauspieler und Regisseur
- 16. Mai: Brían F. O’Byrne, irischer Schauspieler
- 18. Mai: Bob Stephenson, US-amerikanischer Schauspieler und Produzent
- 20. Mai: Stephanie Niznik, US-amerikanische Schauspielerin († 2019)
- 21. Mai: Lisa Edelstein, US-amerikanische Schauspielerin
- 22. Mai: Brooke Smith, US-amerikanische Schauspielerin
- 23. Mai: Wotan Wilke Möhring, deutscher Schauspieler und Musiker
- 24. Mai: Eric Close, US-amerikanischer Schauspieler
- 28. Mai: Diogo Infante, portugiesischer Schauspieler
- 29. Mai: Bohdan Sláma, tschechischer Regisseur
- 30. Mai: Therese Lohner, österreichische Schauspielerin
- 31. Mai: Sandrine Bonnaire, französische Schauspielerin

Juni
- 05. Juni: Ron Livingston, italienischer Regisseur
- 06. Juni: Paul Giamatti, US-amerikanischer Schauspieler
- 08. Juni: Dan Futterman, US-amerikanischer Schauspieler und Drehbuchautor
- 10. Juni: Katja Weitzenböck, deutsche Schauspielerin
- 12. Juni: Icíar Bollaín, spanische Schauspielerin
- 19. Juni: Mia Sara, US-amerikanische Schauspielerin
- 20. Juni: Nicole Kidman, australische Schauspielerin
- 21. Juni: Carrie Preston, US-amerikanische Schauspielerin
- 23. Juni: Boris Aljinovic, deutscher Schauspieler
- 24. Juni: Sherry Stringfield, US-amerikanische Schauspielerin
- 27. Juni: Jan Hřebejk, tschechischer Regisseur
- 29. Juni: Melora Hardin, US-amerikanische Schauspielerin
- 29. Juni: Seamus McGarvey, britischer Kameramann

### Juli bis September

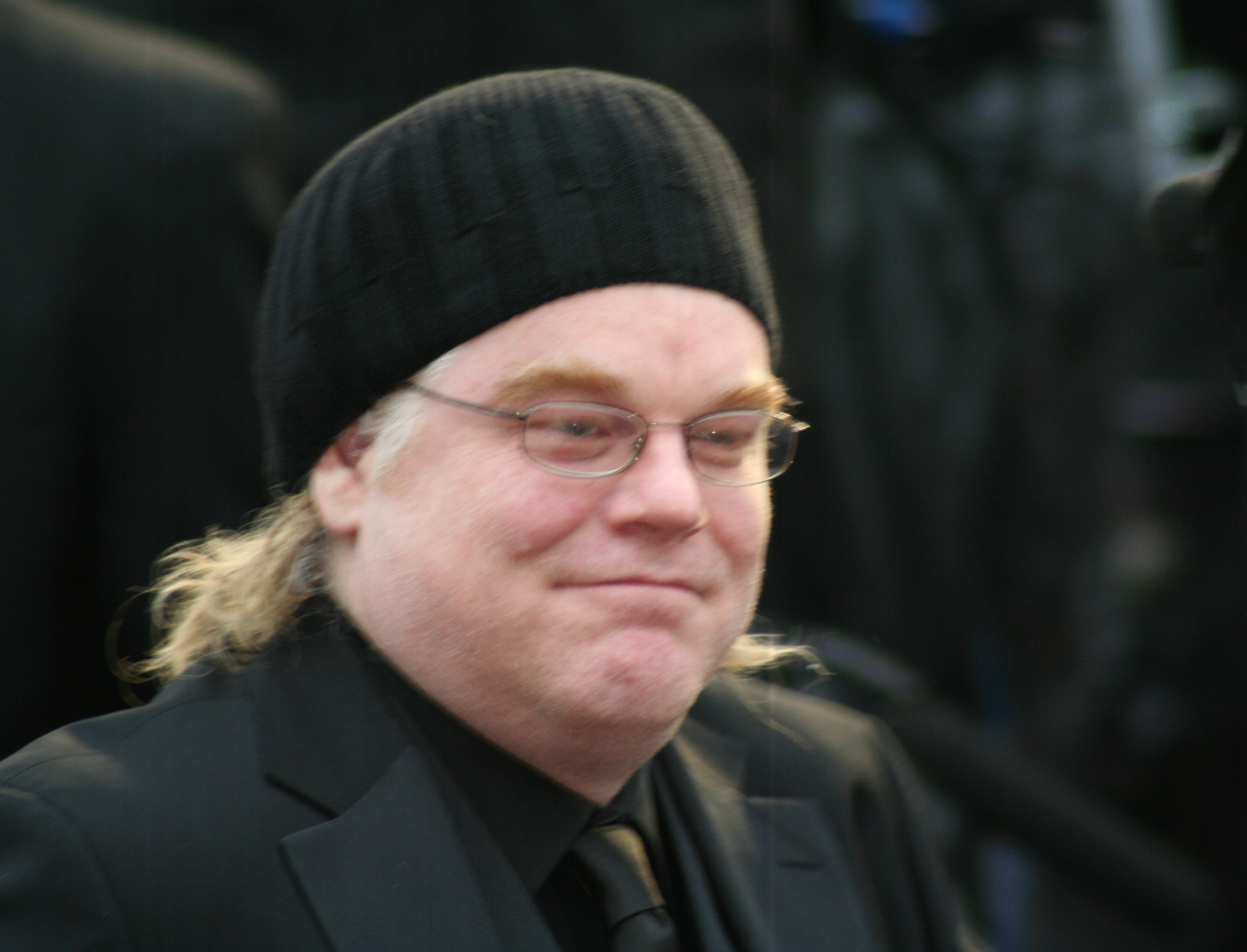
Philip Seymour Hoffman (* 23. Juli)

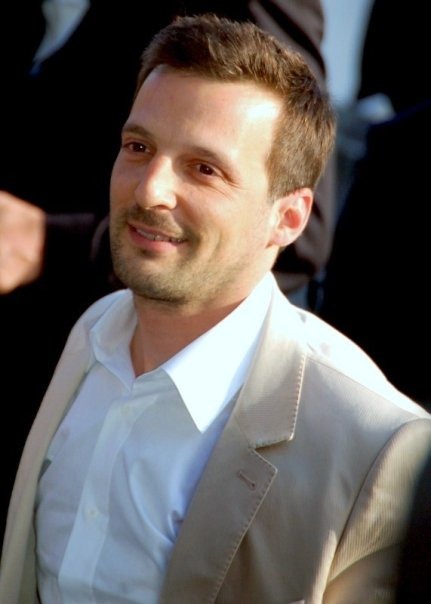
Mathieu Kassovitz (* 3. August)

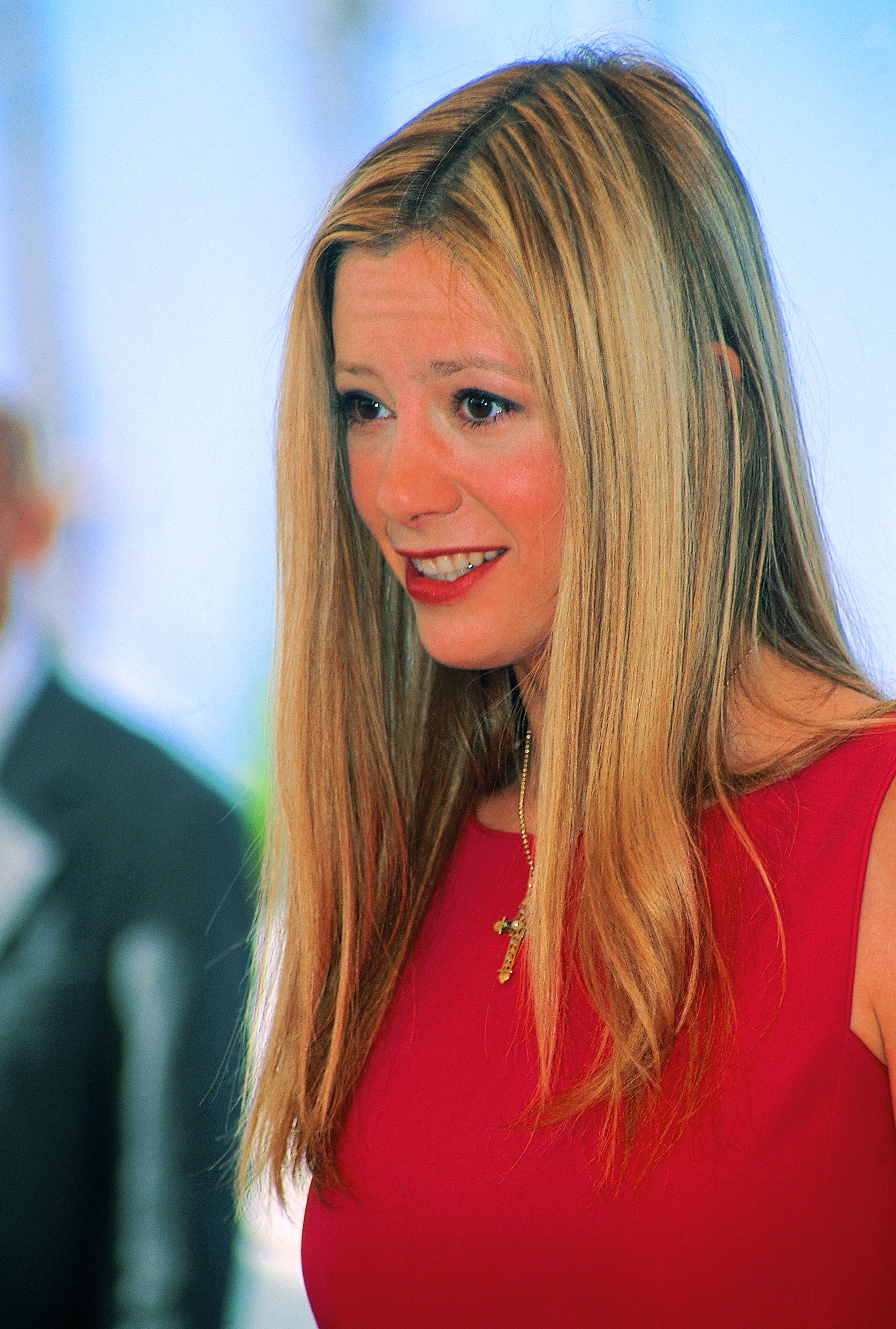
Mira Sorvino (* 28. September)

- 03. Juli: Sandra Ceccarelli, italienische Schauspielerin
- 16. Juli: Will Ferrell, US-amerikanischer Schauspieler
- 18. Juli: Vin Diesel, US-amerikanischer Schauspieler
- 18. Juli: Joachim Meyerhoff, deutscher Schauspieler, Regisseur und Schriftsteller
- 19. Juli: Yaël Abecassis, israelische Schauspielerin
- 20. Juli: Reed Diamond, US-amerikanischer Schauspieler
- 23. Juli: Philip Seymour Hoffman, US-amerikanischer Schauspieler († 2014)
- 25. Juli: Matt LeBlanc, US-amerikanischer Schauspieler
- 25. Juli: Wendy Raquel Robinson, US-amerikanische Schauspielerin
- 26. Juli: Jason Statham, britischer Schauspieler
- 27. Juli: Sasha Mitchell, US-amerikanischer Schauspieler

August
- 03. August: Mathieu Kassovitz, französischer Schauspieler, Regisseur und Drehbuchautor
- 07. August: Charlotte Lewis, britische Schauspielerin
- 09. August: Dana Vávrová, tschechische Schauspielerin
- 13. August: Quinn Cummings, US-amerikanische Schauspielerin
- 17. August: David Conrad, US-amerikanischer Schauspieler
- 18. August: Emma Amos, britische Schauspielerin
- 21. August: Carrie-Anne Moss, kanadische Schauspielerin
- 21. August: Dirk Weiler, deutscher Sänger und Schauspieler
- 21. August: Petr Zelenka, tschechischer Regisseur und Drehbuchautor
- 22. August: Adewale Akinnuoye-Agbaje, britischer Schauspieler
- 22. August: Ty Burrell, US-amerikanischer Schauspieler
- 22. August: Alfred Gough, US-amerikanischer Drehbuchautor

September
- 02. September: Gustaf Hammarsten, schwedischer Schauspieler
- 07. September: Toby Jones, britischer Schauspieler
- 07. September: Natalia Wörner, deutsche Schauspielerin
- 08. September: Kimberly Peirce, US-amerikanische Regisseurin
- 10. September: Nina Repeta, US-amerikanische Schauspielerin
- 11. September: Harry Connick junior, US-amerikanischer Musiker und Schauspieler
- 11. September: Árpád Miklós, ungarischer Pornodarsteller († 2013)
- 19. September: Jakob Schäuffelen, deutscher Regisseur und Drehbuchautor
- 18. September: Tara Fitzgerald, britische Schauspielerin
- 19. September: Mamoru Hosoda, japanischer Animationsfilmregisseur
- 20. September: Kristen Johnston, US-amerikanische Schauspielerin
- 25. September: Melissa De Sousa, US-amerikanische Schauspielerin
- 28. September: Mira Sorvino, US-amerikanische Schauspielerin

### Oktober bis Dezember

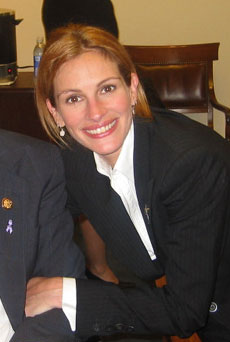
Julia Roberts (* 28. Oktober)

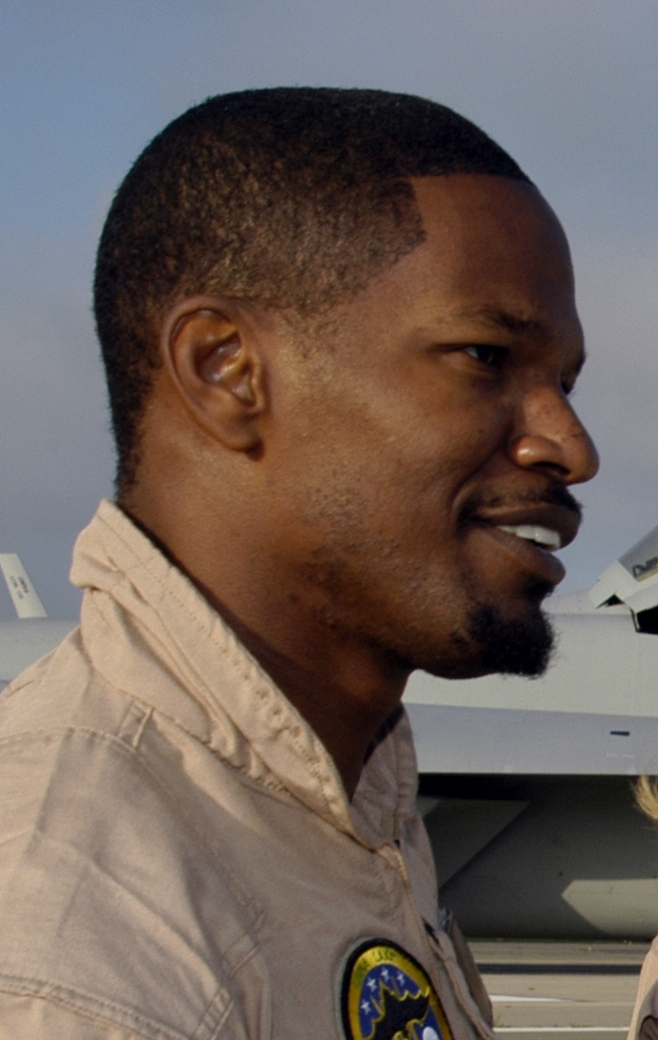
Jamie Foxx (* 13. Dezember)

- 03. Oktober: Denis Villeneuve, kanadischer Regisseur und Drehbuchautor
- 04. Oktober: Liev Schreiber, US-amerikanischer Schauspieler
- 05. Oktober: Guy Pearce, australischer Schauspieler
- 11. Oktober: İbrahim Erkal, türkischer Musiker und Schauspieler († 1967)
- 11. Oktober: Artie Lange, US-amerikanischer Schauspieler
- 13. Oktober: Galina Borissowna Tjunina, russische Schauspielerin
- 13. Oktober: Kate Walsh, US-amerikanische Schauspielerin
- 15. Oktober: Götz Otto, deutscher Schauspieler
- 20. Oktober: Luigi Lo Cascio, italienischer Schauspieler
- 24. Oktober: Jacqueline McKenzie, australische Schauspielerin
- 28. Oktober: André Eisermann, deutscher Schauspieler
- 28. Oktober: Julia Roberts, US-amerikanische Schauspielerin
- 28. Oktober: Kevin Macdonald, britischer Regisseur, Drehbuchautor und Produzent
- 29. Oktober: Joely Fisher, US-amerikanische Schauspielerin
- 29. Oktober: Rufus Sewell, britischer Schauspieler

November
- 03. November: Monica Weinzettl, österreichische Schauspielerin
- 05. November: Judy Reyes, US-amerikanische Schauspielerin
- 06. November: Rebecca Schaeffer, US-amerikanische Schauspielerin († 1989)
- 08. November: Courtney Thorne-Smith, US-amerikanische Schauspielerin
- 11. November: Frank John Hughes, US-amerikanischer Schauspieler
- 11. November: Proschat Madani, iranisch-österreichische Schauspielerin
- 13. November: Randi Ingerman, US-amerikanische Schauspielerin
- 13. November: Steve Zahn, US-amerikanischer Schauspieler
- 15. November: François Ozon, französischer Regisseur
- 16. November: Lisa Bonet, US-amerikanische Schauspielerin
- 22. November: Mark Ruffalo, US-amerikanischer Schauspieler
- 23. November: Salli Richardson, US-amerikanische Schauspielerin
- 25. November: Roeland Wiesnekker, Schweizer Schauspieler
- 30. November: Justin Lazard, US-amerikanischer Schauspieler
- 30. November: Tommy O’Haver, US-amerikanischer Regisseur

Dezember
- 01. Dezember: Nestor Carbonell, US-amerikanischer Schauspieler
- 06. Dezember: Judd Apatow, US-amerikanischer Regisseur
- 11. Dezember: Mo’Nique, US-amerikanische Schauspielerin
- 13. Dezember: Jamie Foxx, US-amerikanischer Schauspieler
- 16. Dezember: Miranda Otto, australische Schauspielerin
- 21. Dezember: Fritz Karl, österreichischer Schauspieler
- 29. Dezember: Andy Wachowski, US-amerikanischer Regisseur und Drehbuchautor

### Tag unbekannt
- Martin Brambach, deutscher Schauspieler
- Niki Caro, neuseeländische Regisseurin und Drehbuchautorin
- Gianna Maria Garbelli, italienische Regisseurin und Drehbuchautorin
- Naomi Krauss, Schweizer Schauspielerin
- Axel Sommerfeld, deutscher Toningenieur und Kinderdarsteller
- Andreas Ulmke-Smeaton, deutscher Produzent
- Marina Weis, deutsch-russische Schauspielerin

## Verstorbene

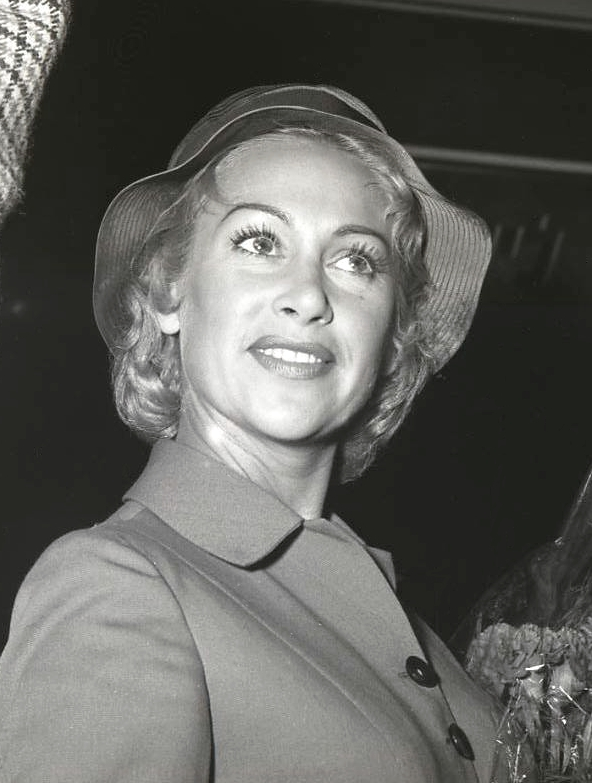
Martine Carol (1920–1967)

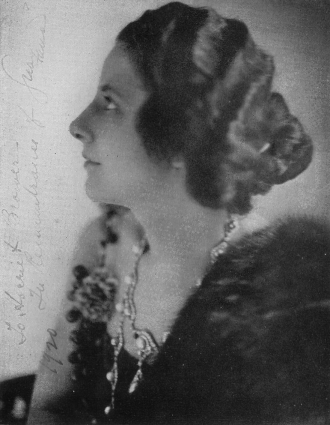
Geraldine Farrar (1882–1967)

### Januar bis März
Januar
- 08. Januar: Zbigniew Cybulski, polnischer Schauspieler (* 1927)
- 17. Januar: Evelyn Nesbit, US-amerikanische Schauspielerin (* 1884)
- 21. Januar: Ann Sheridan, US-amerikanische Schauspielerin (* 1915)
- 24. Januar Guido Bagier, deutscher Tontechniker, Regisseur, Komponist und Produzent (* 1888)
- 31. Januar: Oskar Fischinger, deutscher Filmemacher, Pionier des abstrakten Films (* 1900)

Februar
- 06. Februar: Martine Carol, französische Schauspielerin (* 1920)
- 14. Februar: Sig Ruman, US-amerikanischer Schauspieler (* 1884)
- 15. Februar: Antonio Moreno, spanisch-amerikanischer Schauspieler (* 1887)
- 19. Februar: Leonard Buczkowski, polnischer Regisseur und Drehbuchautor (* 1900)
- 21. Februar: Wolf Albach-Retty, österreichischer Schauspieler (* 1906)
- 24. Februar: Franz Waxman, deutscher Komponist (* 1906)

März
- 05. März: Mischa Auer, US-amerikanischer Schauspieler (* 1905)
- 06. März: Nelson Eddy, US-amerikanischer Schauspieler (* 1901)
- 06. März: Oscar Shaw, US-amerikanischer Schauspieler (* 1887)
- 11. März: Geraldine Farrar, US-amerikanische Schauspielerin (* 1882)
- 11. März: Hanns Lothar, deutscher Schauspieler (* 1929)
- 17. März: Frank Wisbar, deutscher Regisseur (* 1899)
- 23. März: Duncan Macrae, britischer Schauspieler (* 1905)
- 31. März: Don Alvarado, US-amerikanischer Schauspieler (* 1904)

### April bis Juni
April

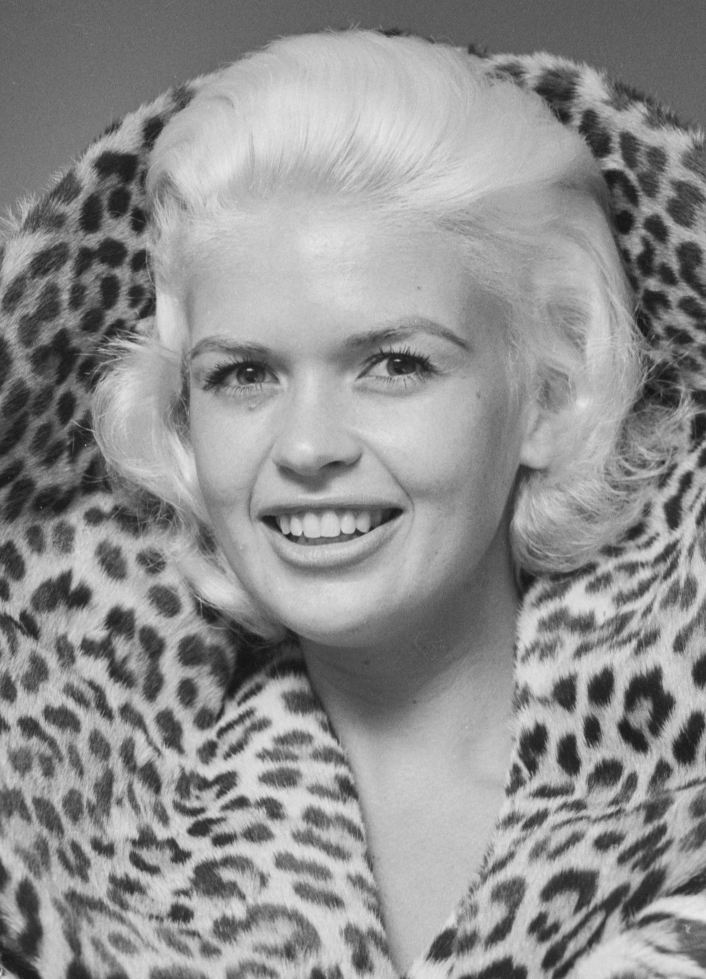
Jayne Mansfield (1933–1967)

- 13. April: Nicole Berger, französische Schauspielerin (* 1934)
- 14. April: Harold Switzer, US-amerikanischer Schauspieler (* 1925)
- 15. April: Totò, italienischer Schauspieler (* 1898)
- 22. April: Tom Conway, britischer Schauspieler (* 1904)
- 24. April: Elizabeth Meehan, britische Drehbuchautorin (* 1894)
- 24. April: Fred C. Newmeyer, US-amerikanischer Schauspieler und Regisseur (* 1888)
- 29. April: Anthony Mann, US-amerikanischer Regisseur (* 1906)

Mai
- 07. Mai: Anne Bauchens, US-amerikanische Filmeditorin (* 1882)
- 09. Mai: Wallace A. Carlson, US-amerikanischer Zeichentrickfilmpionier (* 1894)
- 27. Mai: Paul Henckels, deutscher Schauspieler (* 1885)
- 29. Mai: Georg Wilhelm Pabst, österreichischer Regisseur (* 1885)
- 30. Mai: Claude Rains, britischer Schauspieler (* 1889)

Juni
- 10. Juni: Spencer Tracy, US-amerikanischer Schauspieler (* 1900)
- 18. Juni: Roland Totheroh, US-amerikanischer Kameramann (* 1890)
- 18. Juni: William Tracy, US-amerikanischer Schauspieler (* 1917)
- 26. Juni: Françoise Dorléac, französische Schauspielerin (* 1942)
- 29. Juni: Jayne Mansfield, US-amerikanische Schauspielerin (* 1933)

### Juli bis September
Juli

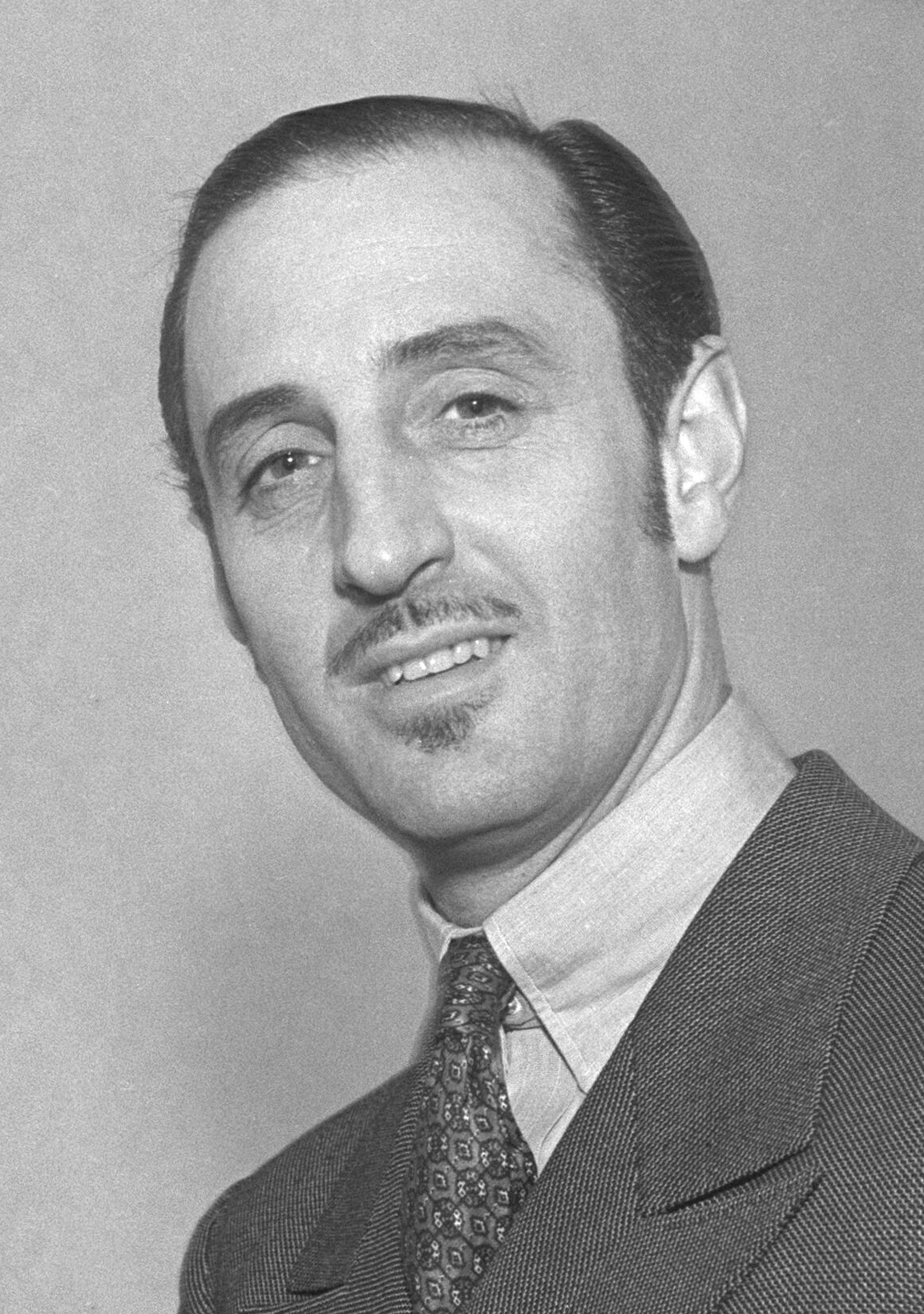
Basil Rathbone (1892–1967)

- 07. Juli: Vivien Leigh, britische Schauspielerin (* 1913)
- 12. Juli: Friedrich Ermler, sowjetischer Regisseur (* 1898)
- 17. Juli: Cyril Ring, US-amerikanischer Schauspieler (* 1892)
- 21. Juli: Basil Rathbone, britischer Schauspieler (* 1892)

August
- 09. August: Adolf Wohlbrück, deutsch-britischer Schauspieler (* 1896)
- 13. August: Jane Darwell, US-amerikanische Schauspielerin (* 1879)
- 25. August: Paul Muni, US-amerikanischer Schauspieler (* 1895)
- 28. August: Maurice Elvey, britischer Regisseur (* 1887)
- 31. August: Trude Hesterberg, deutsche Schauspielerin (* 1892)

September
- 02. September: Ellen Plessow, deutsche Schauspielerin (* 1891)
- 03. September: James Dunn, US-amerikanischer Schauspieler (* 1901)

### Oktober bis Dezember
Oktober
- 11. Oktober: Nat Pendleton, US-amerikanischer Schauspieler (* 1895)
- 26. Oktober: Fita Benkhoff, deutsche Schauspielerin (* 1901)
- 29. Oktober: Julien Duvivier, französischer Regisseur (* 1896)

November
- 01. November: Benita Hume, britische Schauspielerin (* 1906)
- 04. November: June Thorburn, britische Schauspielerin (* 1931)
- 07. November: Joan Lowell, US-amerikanische Schauspielerin (* 1902)
- 09. November: Charles Bickford, US-amerikanischer Schauspieler (* 1891)
- 25. November: Erich Dunskus, deutscher Schauspieler (* 1890)
- 28. November: Willy Maertens, deutscher Schauspieler (* 1893)

Dezember
- 02. Dezember: Max Neufeld, österreichischer Schauspieler und Regisseur (* 1887)
- 08. Dezember: Max Jacob, deutscher Puppenspieler (* 1888)
- 09. Dezember: Warwick Ward, britischer Schauspieler und Produzent (* 1891)
- 13. Dezember: Hanni Weiße, deutsche Schauspielerin (* 1892)